# ماريون (فيرجينيا)
ماريون (بالإنجليزية: Marion, Virginia)‏ هي بلدة أمريكية تقع في الولايات المتحدة في مقاطعة سميث (فيرجينيا). يقدر عدد سكانها بـ 6,349 نسمة ومساحتها 10.8 كم2 وترتفع عن سطح البحر 662 متر.

## التركيبة السكانية
حدّد مكتب تعداد الولايات المتحدة بيانات التركيبة السكانية لماريون في تعداد الولايات المتحدة. في ما يلي، التركيبة السكانية حسب تعدادي 2000 و2010.

### تعداد عام 2000
بلغ عدد سكان ماريون 6,349 نسمة بحسب تعداد عام 2000، وبلغ عدد الأسر 2,647 أسرة وعدد العائلات 1,614 عائلة مقيمة في البلدة. في حين سجلت الكثافة السكانية 590.1 نسمة لكل كيلومتر مربع (1,528.4/ميل2). وبلغ عدد الوحدات السكنية 2,865 وحدة بمتوسط كثافة قدره 266.3 لكل كيلومتر مربع (689.7/ميل2).
وتوزع التركيب العرقي للبلدة بنسبة 91.98% من البيض و5.94% من الأمريكيين الأفارقة و0.24% من الأمريكيين الأصليين و0.52% من الأمريكيين ذوي الأصول الآسيوية و0.02% من سكان جزر المحيط الهادئ و0.38% من الأعراق الأخرى و0.93% من عرقين مختلطين أو أكثر و1.13% من الهسبانيون أو اللاتينيون من أي عرق.
بلغ عدد الأسر 2,647 أسرة كانت نسبة 26.6% منها لديها أطفال تحت سن الثامنة عشر تعيش معهم، وبلغت نسبة الأزواج القاطنين مع بعضهم البعض 42.6% من أصل المجموع الكلي للأسر، ونسبة 14.3% من الأسر كان لديها معيلات من الإناث دون وجود شريك، بينما كانت نسبة 4% من الأسر لديها معيلون من الذكور دون وجود شريكة وكانت نسبة 39% من غير العائلات. تألفت نسبة 36.5% من أصل جميع الأسر من عدة أفراد يعيشون في نفس المنزل ونسبة 19.3% كانت تتألف من شخص يعيش بمفرده يبلغ من العمر 65 عاماً أو أكثر. وبلغ متوسط حجم الأسرة المعيشية 2.13، أما متوسط حجم العائلات فبلغ 2.76.
بلغ العمر الوسطي للسكان 41.6 عاماً. وكانت نسبة 18.9% من القاطنين تحت سن الثامنة عشر، وكانت نسبة 7.2% بين الثامنة عشر والرابعة والعشرين عاماً، ونسبة 22.1% كانت واقعةً في الفئة العمرية ما بين الخامسة والعشرين والرابعة والأربعين عاماً، ونسبة 22.3% كانت ما بين الخامسة والأربعين والرابعة والستين، ونسبة 18.6% كانت ضمن فئة الخامسة والستين عاماً فما فوق. يوجد لكل 100 أنثى 82.7 ذكر، ويوجد لكل 100 أنثى في الثامنة عشر من عمرها فما فوق 78.4 ذكر.
بلغ متوسط دخل الأسرة في البلدة 25,609 دولارًا، أما متوسط دخل العائلة فبلغ 34,257 دولارًا. وكان متوسط دخل الذكور 27,960 دولارًا مقابل 22,027 دولارًا للإناث. وسجل دخل الفرد الخاص بالبلدة 16,372 دولارًا. وكانت نسبة 13.2% من العائلات ونسبة 18.6% من السكان تحت خط الفقر، وكان من هؤلاء نسبة 21.8% تحت سن الثامنة عشر ونسبة 17.9% في الخامسة والستين من العمر وما فوق.

### تعداد عام 2010
بلغ عدد سكان ماريون 5,968 نسمة بحسب تعداد عام 2010، وبلغ عدد الأسر 2,491 أسرة وعدد العائلات 1,484 عائلة مقيمة في البلدة. في حين سجلت الكثافة السكانية 554.6 نسمة لكل كيلومتر مربع (1,436.4/ميل2). وبلغ عدد الوحدات السكنية 2,822 وحدة بمتوسط كثافة قدره 262.3 لكل كيلومتر مربع (679.4/ميل2).
وتوزع التركيب العرقي للبلدة بنسبة 89.44% من البيض و7.10% من الأمريكيين الأفارقة و0.15% من الأمريكيين الأصليين و0.55% من الأمريكيين ذوي الأصول الآسيوية و0.03% من سكان جزر المحيط الهادئ و1.02% من الأعراق الأخرى و1.69% من عرقين مختلطين أو أكثر و2.48% من الهسبانيون أو اللاتينيون من أي عرق.
بلغ عدد الأسر 2,491 أسرة كانت نسبة 26.2% منها لديها أطفال تحت سن الثامنة عشر تعيش معهم، وبلغت نسبة الأزواج القاطنين مع بعضهم البعض 37.9% من أصل المجموع الكلي للأسر، ونسبة 15.8% من الأسر كان لديها معيلات من الإناث دون وجود شريك، بينما كانت نسبة 5.9% من الأسر لديها معيلون من الذكور دون وجود شريكة وكانت نسبة 40.4% من غير العائلات. تألفت نسبة 36.4% من أصل جميع الأسر من عدة أفراد يعيشون في نفس المنزل ونسبة 16.5% كانت تتألف من شخص يعيش بمفرده يبلغ من العمر 65 عاماً أو أكثر. وبلغ متوسط حجم الأسرة المعيشية 2.16، أما متوسط حجم العائلات فبلغ 2.78.
بلغ العمر الوسطي للسكان 42.5 عاماً. وكانت نسبة 19.5% من القاطنين تحت سن الثامنة عشر، وكانت نسبة 9.9% بين الثامنة عشر والرابعة والعشرين عاماً، ونسبة 24% كانت واقعةً في الفئة العمرية ما بين الخامسة والعشرين والرابعة والأربعين عاماً، ونسبة 26.9% كانت ما بين الخامسة والأربعين والرابعة والستين، ونسبة 19.7% كانت ضمن فئة الخامسة والستين عاماً فما فوق. وتوزع التركيب الجنسي للسكان بنسبة 46.7% ذكور و53.3% إناث.

## أعلام
- آني جونز
- إرنست إم. إلير
- دبليو. بات جينينغز
- جون بريستون بوكانان
- باميلا إل. ريفيس